# Луций Юлий Юл (военный трибун 388 года до н. э.)
Луций Юлий Юл (лат. Lucius Iulius Iulus; V—IV века до н. э.) — римский политический деятель из патрицианского рода Юлиев, военный трибун с консульской властью 388 и 379 годов до н. э.
Во время первого трибуната Луция Юлия его коллегами были пять патрициев. Трибуны разграбили земли эквов, а в Этрурии, воюя с Тарквиниями, взяли города Кортуоза и Контенебра.
В 379 году Луций Юлий был одним из трёх трибунов-патрициев; трое других были плебеями. Коллеги-патриции Публий Манлий Капитолин и Гней Манлий Вульсон превосходили Луция Юлия влиянием, а поэтому смогли без жеребьёвки получить самое почётное назначение этого года — на войну с вольсками. Они потерпели поражение, но оставшееся без серьёзных последствий. О действиях Луция Юлия в этом году, как и о его последующей судьбе, источники ничего не сообщают.